# Palombaio
Palombaio is een plaats (frazione) in de Italiaanse gemeente Bitonto, provincie Bari, en telt circa 5000 inwoners.